# Tres Quintas
Tres Quintas es una localidad uruguaya del departamento de Río Negro.

## Geografía
La localidad se ubica en la zona noroeste del departamento de Río Negro, al oeste del arroyo San Pedro - afluente del arroyo Bellaco -, sobre la ruta N.º 24 km 65, próximo a su empalme con el camino de acceso a la localidad de San Javier y al oeste de la colonia agrícola Gartental. Dista 177 km de la capital departamental, Fray Bentos.

## Historia
La localidad surgió como centro poblado en el año 2002, cuando fue inaugurado el primer plan de viviendas de MEVIR en la localidad, asentándose allí unas 32 familias de la zona. En abril de 2011 fue inaugurado un segundo plan para 23 nuevas familias.

## Población
Según el censo del año 2011 la localidad contaba con una población de 149 habitantes.
| 100           | 149 |
| (Fuente: INE) |     |